# Campeonato Mundial de Voleibol Masculino Sub-19 de 2021
El XVII Campeonato Mundial de Voleibol Masculino Sub-19 de 2021 se celebró en Irán del 24 de agosto al 2 de septiembre de 2021. Es organizado por la Federación Internacional de Voleibol. El campeonato se jugó en la ciudad de Teherán.

## Proceso de clasificación
| Confederación | Método de Clasificación                                  | Fecha                                 | Lugar                        | Cupos | Equipo                                                        |  |
| ------------- | -------------------------------------------------------- | ------------------------------------- | ---------------------------- | ----- | ------------------------------------------------------------- |  |
| FIVB          | Anfitrión                                                | 13 de octubre de 2020                 | Lausana, Suiza               | 1     | Irán                                                          |  |
| CEV           | Campeonato Europeo de Voleibol Masculino Sub-18 de 2020  | Del 5 al 13 de septiembre de 2020     | Lecce, Marsicovetere, Italia | 6     | Italia República Checa Polonia Bulgaria Alemania Bélgica      |  |
| AVC           | Campeonato Asiático de Voleibol Masculino Sub-18 de 2018 | Del 29 de junio al 6 de julio de 2018 | Tabriz, Irán                 | 4 > 1 | Japón Corea del Sur China Taipéi Tailandia                    |  |
| CAVB          | Campeonato Africano de Voleibol Sub-19 2020              | Del 4 al 8 de marzo de 2021           | Abuya, Nigeria               | 2     | Nigeria Camerún                                               |  |
| CSV           | Ranking Sudamericano                                     | –                                     | –                            | 2     | Brasil Colombia                                               |  |
| NORCECA       | Ranking Norteamericano                                   | –                                     | –                            | 4 > 1 | Cuba Estados Unidos Puerto Rico Guatemala                     |  |
| FIVB          | Ranking Mundial Juvenil y Juvenil de la FIVB             | –                                     | –                            | 6 > 5 | Egipto Rusia Argentina Bielorrusia República Dominicana India |  |
| Total         | Total                                                    | Total                                 | Total                        | 20    |                                                               |  |

## Organización

### País anfitrión y ciudades sedes
| Teherán                        | Teherán               |
| ------------------------------ | --------------------- |
| Azadi Indoor Stadium           | Azadi Volleyball Hall |
|                                |                       |
| Capacidad: 12.000 espectadores | Capacidad: 3.000      |

### Formato de competición
El torneo se desarrolla dividido en dos rondas.
En la primera ronda las 20 selecciones fueron repartidas en 4 grupos de 5 equipos, en cada grupo se jugó con un sistema de todos contra todos y los equipos fueron clasificados de acuerdo a los siguientes criterios:
1. Partidos ganados.
2. Puntos obtenidos, los cuales son otorgados de la siguiente manera:
  - Partido con resultado final 3-0 o 3-1: 3 puntos al ganador y 0 puntos al perdedor.
  - Partido con resultado final 3-2: 3 puntos al ganador y 1 puntos al perdedor.
3. Proporción entre los sets ganados y los sets perdidos (Sets ratio).
4. Proporción entre los puntos ganados y los puntos perdidos (Puntos ratio).
5. Si el empate en puntos ratio persiste entre dos equipos se le da prioridad al equipo que haya ganado el último partido entre los equipos implicados.
6. Si el empate en puntos ratio es entre tres o más equipos se elabora una nueva clasificación tomando en consideración solo los partidos jugados entre los equipos implicados.

En la segunda ronda, el último clasificado de cada grupo jugará partidos de clasificación para la posición 17-20 en un sistema de todos contra todos. Los otros 16 equipos avanzan a los octavos de final, que consta de un playoff (primero del Grupo A contra el cuarto del Grupo B, primero del Grupo C contra el cuarto del Grupo D, etc.). Los ganadores de los partidos de playoff avanzarán a los cuartos de final, semifinales y finales para clasificarse de la primera a la octava posición, mientras que los perdedores del partido de playoff jugarán partidos de clasificación, con cuartos de final, semifinales y finales con sistema similares, para clasificarse de la novena a la decimosexta posición.

## Equipos participantes

### Conformación de los grupos
| Grupo A                                          | Grupo B                                            | Grupo C                                  | Grupo D                                             |
| ------------------------------------------------ | -------------------------------------------------- | ---------------------------------------- | --------------------------------------------------- |
| Irán (Anfitrión) Nigeria Polonia Guatemala India | Italia República Checa Brasil Colombia Bielorrusia | Rusia Bulgaria Camerún Bélgica Tailandia | Argentina Egipto Alemania Cuba República Dominicana |

## Resultados

### Fase de grupos
– Clasificados a octavos de final.      – Pasan a disputar la clasificación del 17.º al 20.º puesto.

#### Grupo A
| Pos. | Equipo     | Partidos | Partidos | Partidos | Pts. | Sets | Sets | Sets  | Puntos | Puntos | Puntos |
| Pos. | Equipo     | PJ       | PG       | PP       | Pts. | SG   | SP   | Ratio | PG     | PP     | Ratio  |
| ---- | ---------- | -------- | -------- | -------- | ---- | ---- | ---- | ----- | ------ | ------ | ------ |
| 1    | Polonia    | 4        | 4        | 0        | 12   | 12   | 0    | MAX   | 300    | 150    | 2.000  |
| 2    | Irán       | 4        | 3        | 1        | 9    | 9    | 3    | 3.000 | 286    | 185    | 1.546  |
| 3    | India      | 4        | 2        | 2        | 6    | 6    | 4    | 0.857 | 280    | 237    | 1.181  |
| 4    | Nigeria    | 4        | 1        | 3        | 3    | 4    | 9    | 0.444 | 255    | 249    | 1.024  |
| 5    | Guatemala* | 4        | 0        | 4        | 0    | 0    | 12   | 0.000 | 0      | 300    | 0.000  |

 *  Guatemala se vio obligado a retirarse después de que varios miembros del equipo dieron positivo por COVID-19 y sus juegos se perdieron.
| Fecha        | Hora  | Equipo 1  | Res. | Equipo 2  | Set 1 | Set 2 | Set 3 | Set 4 | Set 5 | Total | Reporte |
| ------------ | ----- | --------- | ---- | --------- | ----- | ----- | ----- | ----- | ----- | ----- | ------- |
| 24 de agosto | 13:00 | Nigeria   | 1–3  | India     | 17-25 | 25-23 | 21-25 | 24-26 | -     | 87–99 | P2      |
| 24 de agosto | 19:00 | Irán      | 3–0  | Guatemala | 25-0  | 25-0  | 25-0  | -     | -     | 75–0  | P2      |
| 25 de agosto | 13:00 | Polonia   | 3–0  | Nigeria   | 25-10 | 25-14 | 25-18 | -     | -     | 75–42 | P2      |
| 25 de agosto | 19:00 | Irán      | 3–0  | India     | 25-22 | 25-15 | 25-22 | -     | -     | 75–59 | P2      |
| 26 de agosto | 13:00 | Nigeria   | 3–0  | Guatemala | 25-0  | 25-0  | 25-0  | -     | -     | 75–0  | P2      |
| 26 de agosto | 19:00 | Polonia   | 3–0  | India     | 25-14 | 25-15 | 25-18 | -     | -     | 75–47 | P2      |
| 27 de agosto | 13:00 | Guatemala | 0–3  | India     | 0-25  | 0-25  | 0-25  | -     | -     | 0–75  | P2      |
| 27 de agosto | 19:00 | Irán      | 0–3  | Polonia   | 23-25 | 23-25 | 15-25 | -     | -     | 61–75 | P2      |
| 28 de agosto | 13:00 | Guatemala | 0–3  | Polonia   | 0-25  | 0-25  | 0-25  | -     | -     | 0–75  | P2      |
| 28 de agosto | 19:00 | Irán      | 3–0  | Nigeria   | 25-19 | 25-13 | 25-19 | -     | -     | 75–51 | P2      |

#### Grupo B
| Pos. | Equipo          | Partidos | Partidos | Partidos | Pts. | Sets | Sets | Sets  | Puntos | Puntos | Puntos |
| Pos. | Equipo          | PJ       | PG       | PP       | Pts. | SG   | SP   | Ratio | PG     | PP     | Ratio  |
| ---- | --------------- | -------- | -------- | -------- | ---- | ---- | ---- | ----- | ------ | ------ | ------ |
| 1    | Italia          | 4        | 4        | 0        | 12   | 12   | 0    | MAX   | 306    | 233    | 1.313  |
| 2    | Brasil          | 4        | 3        | 1        | 8    | 9    | 6    | 1.500 | 350    | 308    | 1.136  |
| 3    | República Checa | 4        | 2        | 2        | 7    | 8    | 7    | 1.143 | 336    | 329    | 1.021  |
| 4    | Colombia        | 4        | 1        | 3        | 3    | 5    | 10   | 0.500 | 316    | 374    | 0.845  |
| 5    | Bielorrusia     | 4        | 0        | 4        | 0    | 1    | 12   | 0.083 | 259    | 323    | 0.802  |

| Fecha        | Hora  | Equipo 1        | Res. | Equipo 2        | Set 1 | Set 2 | Set 3 | Set 4 | Set 5 | Total  | Reporte |
| ------------ | ----- | --------------- | ---- | --------------- | ----- | ----- | ----- | ----- | ----- | ------ | ------- |
| 24 de agosto | 10:00 | República Checa | 3–1  | Colombia        | 21-25 | 25-18 | 32-30 | 25-17 | -     | 103–90 | P2      |
| 24 de agosto | 16:00 | Italia          | 3–0  | Brasil          | 27-25 | 25-21 | 25-21 | -     | -     | 77–67  | P2      |
| 25 de agosto | 10:00 | Brasil          | 3–0  | Bielorrusia     | 25-20 | 25-16 | 25-21 | -     | -     | 75–57  | P2      |
| 25 de agosto | 16:00 | Italia          | 3–0  | República Checa | 25-19 | 29-27 | 25-15 | -     | -     | 79–61  | P2      |
| 26 de agosto | 10:00 | Italia          | 3–0  | Bielorrusia     | 25-21 | 25-16 | 25-17 | -     | -     | 75–54  | P2      |
| 26 de agosto | 16:00 | Brasil          | 3–1  | Colombia        | 27-29 | 25-12 | 25-12 | 26-24 | -     | 103–77 | P2      |
| 27 de agosto | 10:00 | Italia          | 3–0  | Colombia        | 25-17 | 25-16 | 25-18 | -     | -     | 75–51  | P2      |
| 27 de agosto | 16:00 | República Checa | 3–0  | Bielorrusia     | 25-13 | 25-19 | 25-23 | -     | -     | 75–55  | P2      |
| 28 de agosto | 10:00 | Brasil          | 3–2  | República Checa | 25-21 | 21-25 | 19-25 | 25-17 | 15-9  | 105–97 | P2      |
| 28 de agosto | 16:00 | Colombia        | 3–1  | Bielorrusia     | 25-18 | 25-23 | 19-25 | 29-27 | -     | 98–93  | P2      |

#### Grupo C
| Pos. | Equipo    | Partidos | Partidos | Partidos | Pts. | Sets | Sets | Sets  | Puntos | Puntos | Puntos |
| Pos. | Equipo    | PJ       | PG       | PP       | Pts. | SG   | SP   | Ratio | PG     | PP     | Ratio  |
| ---- | --------- | -------- | -------- | -------- | ---- | ---- | ---- | ----- | ------ | ------ | ------ |
| 1    | Rusia     | 4        | 4        | 0        | 12   | 12   | 2    | 6.000 | 361    | 319    | 1.132  |
| 2    | Bulgaria  | 4        | 3        | 1        | 9    | 10   | 3    | 3.333 | 331    | 283    | 1.170  |
| 3    | Bélgica   | 4        | 2        | 2        | 6    | 7    | 7    | 1.000 | 338    | 338    | 1.000  |
| 4    | Tailandia | 4        | 1        | 3        | 3    | 4    | 10   | 0.400 | 312    | 331    | 0.943  |
| 5    | Camerún   | 4        | 0        | 4        | 0    | 1    | 12   | 0.083 | 252    | 323    | 0.780  |

| Fecha        | Hora  | Equipo 1  | Res. | Equipo 2  | Set 1 | Set 2 | Set 3 | Set 4 | Set 5 | Total  | Reporte |
| ------------ | ----- | --------- | ---- | --------- | ----- | ----- | ----- | ----- | ----- | ------ | ------- |
| 24 de agosto | 10:00 | Tailandia | 0–3  | Bulgaria  | 19-25 | 21-25 | 22-25 | -     | -     | 62–75  | P2      |
| 24 de agosto | 19:00 | Rusia     | 3–1  | Bélgica   | 23-25 | 25-23 | 25-19 | 34-32 | -     | 107–99 | P2      |
| 25 de agosto | 10:00 | Bulgaria  | 1–3  | Rusia     | 25-21 | 22-25 | 30-32 | 22-25 | -     | 99–103 | P2      |
| 25 de agosto | 19:00 | Tailandia | 3–1  | Camerún   | 22-25 | 25-13 | 25-21 | 25-20 | -     | 97–79  | P2      |
| 26 de agosto | 10:00 | Rusia     | 3–0  | Camerún   | 25-17 | 26-24 | 25-19 | -     | -     | 76–60  | P2      |
| 26 de agosto | 19:00 | Bélgica   | 0–3  | Bulgaria  | 30-32 | 17-25 | 15-25 | -     | -     | 62–82  | P2      |
| 27 de agosto | 10:00 | Camerún   | 0–3  | Bélgica   | 19-25 | 16-25 | 22-25 | -     | -     | 57–75  | P2      |
| 27 de agosto | 19:00 | Rusia     | 3–0  | Tailandia | 25-15 | 25-23 | 25-23 | -     | -     | 75–61  | P2      |
| 28 de agosto | 10:00 | Tailandia | 1–3  | Bélgica   | 21-25 | 28-26 | 19-25 | 24-26 | -     | 92–102 | P2      |
| 28 de agosto | 19:00 | Camerún   | 0–3  | Bulgaria  | 19-25 | 18-25 | 19-25 | -     | -     | 56–75  | P2      |

#### Grupo D
| Pos. | Equipo                | Partidos | Partidos | Partidos | Pts. | Sets | Sets | Sets  | Puntos | Puntos | Puntos |
| Pos. | Equipo                | PJ       | PG       | PP       | Pts. | SG   | SP   | Ratio | PG     | PP     | Ratio  |
| ---- | --------------------- | -------- | -------- | -------- | ---- | ---- | ---- | ----- | ------ | ------ | ------ |
| 1    | Argentina             | 4        | 4        | 0        | 12   | 12   | 2    | 6.000 | 342    | 213    | 1.605  |
| 2    | Alemania              | 4        | 3        | 1        | 9    | 10   | 3    | 3.333 | 317    | 201    | 1.577  |
| 3    | Egipto                | 4        | 2        | 2        | 5    | 6    | 8    | 0.750 | 286    | 258    | 1.109  |
| 4    | Cuba                  | 4        | 1        | 3        | 4    | 6    | 9    | 0.667 | 312    | 285    | 1.095  |
| 5    | República Dominicana* | 4        | 0        | 4        | 0    | 0    | 12   | 0.000 | 0      | 300    | 0.000  |

 * República Dominicana se vio obligado a retirarse después de que varios miembros del equipo dieron positivo por COVID-19 y sus juegos se perdieron.
| Fecha        | Hora  | Equipo 1  | Res. | Equipo 2             | Set 1 | Set 2 | Set 3 | Set 4 | Set 5 | Total   | Reporte |
| ------------ | ----- | --------- | ---- | -------------------- | ----- | ----- | ----- | ----- | ----- | ------- | ------- |
| 24 de agosto | 13:00 | Egipto    | 0–3  | Argentina            | 16-25 | 10-25 | 22-25 | -     | -     | 48–75   | P2      |
| 24 de agosto | 16:00 | Alemania  | 3–0  | Cuba                 | 25-19 | 25-19 | 25-18 | -     | -     | 75–56   | P2      |
| 25 de agosto | 13:00 | Argentina | 3–1  | Alemania             | 25-23 | 25-22 | 19-25 | 25-22 | -     | 94–92   | P2      |
| 25 de agosto | 16:00 | Egipto    | 3–0  | República Dominicana | 25-0  | 25-0  | 25-0  | -     | -     | 75–0    | P2      |
| 26 de agosto | 13:00 | Alemania  | 3–0  | República Dominicana | 25-0  | 25-0  | 25-0  | -     | -     | 75–0    | P2      |
| 26 de agosto | 16:00 | Argentina | 3–1  | Cuba                 | 25-18 | 25-17 | 23-25 | 25-13 | -     | 98–73   | P2      |
| 27 de agosto | 13:00 | Egipto    | 0–3  | Alemania             | 19-25 | 15-25 | 17-25 | -     | -     | 51–75   | P2      |
| 27 de agosto | 16:00 | Cuba      | 3–0  | República Dominicana | 25-0  | 25-0  | 25-0  | -     | -     | 75–0    | P2      |
| 28 de agosto | 13:00 | Egipto    | 3–2  | Cuba                 | 24-26 | 27-25 | 21-25 | 25-23 | 15-9  | 112–108 | P2      |
| 28 de agosto | 16:00 | Argentina | 3–0  | República Dominicana | 25-0  | 25-0  | 25-0  | -     | -     | 75–0    | P2      |

## Fase final

#### Clasificación 17.º al 20.º puesto
| Pos. | Equipo                | Partidos | Partidos | Partidos | Pts. | Sets | Sets | Sets  | Puntos | Puntos | Puntos |
| Pos. | Equipo                | PJ       | PG       | PP       | Pts. | SG   | SP   | Ratio | PG     | PP     | Ratio  |
| ---- | --------------------- | -------- | -------- | -------- | ---- | ---- | ---- | ----- | ------ | ------ | ------ |
| 17   | Bielorrusia           | 3        | 3        | 0        | 9    | 9    | 0    | MAX   | 225    | 48     | 4.688  |
| 18   | Camerún               | 3        | 2        | 1        | 6    | 6    | 3    | 2.000 | 198    | 75     | 2.640  |
| 19   | Guatemala*            | 2        | 0        | 2        | 0    | 0    | 6    | 0.000 | 0      | 150    | 0.000  |
| 20   | República Dominicana* | 2        | 0        | 2        | 0    | 0    | 6    | 0.000 | 0      | 150    | 0.000  |

 * República Dominicana y Guatemala se vieron obligados a retirarse después de que varios miembros de ambos equipos dieron positivo por COVID-19 y sus juegos se perdieron.
| Fecha           | Hora  | Equipo 1    | Res. | Equipo 2             | Set 1 | Set 2 | Set 3 | Set 4 | Set 5 | Total | Reporte |
| --------------- | ----- | ----------- | ---- | -------------------- | ----- | ----- | ----- | ----- | ----- | ----- | ------- |
| 30 de agosto    | –     | Guatemala   | 0–0  | República Dominicana | –     | –     | –     | –     | –     | 0–0   | P2      |
| 30 de agosto    | 19:30 | Bielorrusia | 3–0  | Camerún              | 25-20 | 25-13 | 25-15 | -     | -     | 75–48 | P2      |
| 31 de agosto    | –     | Camerún     | 3–0  | República Dominicana | 25-0  | 25-0  | 25-0  | -     | -     | 75–0  | P2      |
| 31 de agosto    | –     | Guatemala   | 0–3  | Bielorrusia          | 0-25  | 0-25  | 0-25  | -     | -     | 0–75  | P2      |
| 1 de septiembre | –     | Bielorrusia | 3–0  | República Dominicana | 25-0  | 25-0  | 25-0  | -     | -     | 75–0  | P2      |
| 1 de septiembre | –     | Guatemala   | 0–3  | Camerún              | 0-25  | 0-25  | 0-25  | -     | -     | 0–75  | P2      |

#### Clasificación 1.° al 16.° puesto
|  | Octavos de final | Octavos de final |          |           | Cuartos de final | Cuartos de final |  |          | Semifinales | Semifinales |      |              | Final        | Final |  |
|  |                  |                  |          |           |                  |                  |  |          |             |             |      |              |              |       |  |
|  |                  |                  |          |           |                  |                  |  |          |             |             |      |              |              |       |  |
|  | Argentina        | 3                |          |           |                  |                  |  |          |             |             |      |              |              |       |  |
|  | Argentina        | 3                |          |           |                  |                  |  |          |             |             |      |              |              |       |  |
|  | Tailandia        | 0                |          |           |                  |                  |  |          |             |             |      |              |              |       |  |
|  | Tailandia        | 0                |          | Argentina | 1                |                  |  |          |             |             |      |              |              |       |  |
|  |                  |                  |          | Argentina | 1                |                  |  |          |             |             |      |              |              |       |  |
|  |                  |                  | Irán     | 3         |                  |                  |  |          |             |             |      |              |              |       |  |
|  | Irán             | 3                | Irán     | 3         |                  |                  |  |          |             |             |      |              |              |       |  |
|  | Irán             | 3                |          |           |                  |                  |  |          |             |             |      |              |              |       |  |
|  | República Checa  | 0                |          |           |                  |                  |  |          |             |             |      |              |              |       |  |
|  | República Checa  | 0                |          |           |                  |                  |  | Irán     | 1           |             |      |              |              |       |  |
|  |                  |                  |          |           |                  |                  |  | Irán     | 1           |             |      |              |              |       |  |
|  |                  |                  | Polonia  | 3         |                  |                  |  |          |             |             |      |              |              |       |  |
|  | Alemania         | 3                | Polonia  | 3         |                  |                  |  |          |             |             |      |              |              |       |  |
|  | Alemania         | 3                |          |           |                  |                  |  |          |             |             |      |              |              |       |  |
|  | Bélgica          | 2                |          |           |                  |                  |  |          |             |             |      |              |              |       |  |
|  | Bélgica          | 2                |          | Alemania  | 0                |                  |  |          |             |             |      |              |              |       |  |
|  |                  |                  |          | Alemania  | 0                |                  |  |          |             |             |      |              |              |       |  |
|  |                  |                  | Polonia  | 3         |                  |                  |  |          |             |             |      |              |              |       |  |
|  | Polonia          | 3                | Polonia  | 3         |                  |                  |  |          |             |             |      |              |              |       |  |
|  | Polonia          | 3                |          |           |                  |                  |  |          |             |             |      |              |              |       |  |
|  | Colombia         | 0                |          |           |                  |                  |  |          |             |             |      |              |              |       |  |
|  | Colombia         | 0                |          |           |                  |                  |  |          |             |             |      | Polonia      | 3            |       |  |
|  |                  |                  |          |           |                  |                  |  |          |             |             |      | Polonia      | 3            |       |  |
|  |                  |                  | Bulgaria | 0         |                  |                  |  |          |             |             |      |              |              |       |  |
|  | Italia           | 3                | Bulgaria | 0         |                  |                  |  |          |             |             |      |              |              |       |  |
|  | Italia           | 3                |          |           |                  |                  |  |          |             |             |      |              |              |       |  |
|  | Nigeria          | 0                |          |           |                  |                  |  |          |             |             |      |              |              |       |  |
|  | Nigeria          | 0                |          | Italia    | 2                |                  |  |          |             |             |      |              |              |       |  |
|  |                  |                  |          | Italia    | 2                |                  |  |          |             |             |      |              |              |       |  |
|  |                  |                  | Bulgaria | 3         |                  |                  |  |          |             |             |      |              |              |       |  |
|  | Bulgaria         | 3                | Bulgaria | 3         |                  |                  |  |          |             |             |      |              |              |       |  |
|  | Bulgaria         | 3                |          |           |                  |                  |  |          |             |             |      |              |              |       |  |
|  | Egipto           | 0                |          |           |                  |                  |  |          |             |             |      |              |              |       |  |
|  | Egipto           | 0                |          |           |                  |                  |  | Bulgaria | 3           |             |      |              |              |       |  |
|  |                  |                  |          |           |                  |                  |  | Bulgaria | 3           |             |      |              |              |       |  |
|  |                  |                  | Rusia    | 2         |                  |                  |  |          |             |             |      |              |              |       |  |
|  | Brasil           | 3                | Rusia    | 2         |                  |                  |  |          |             |             |      |              |              |       |  |
|  | Brasil           | 3                |          |           |                  |                  |  |          |             |             |      |              |              |       |  |
|  | India            | 0                |          |           |                  |                  |  |          |             |             |      |              |              |       |  |
|  | India            | 0                |          | Brasil    | 0                |                  |  |          |             |             |      | Tercer lugar | Tercer lugar |       |  |
|  |                  |                  |          | Brasil    | 0                |                  |  |          |             |             |      | Tercer lugar | Tercer lugar |       |  |
|  |                  |                  | Rusia    | 3         |                  |                  |  |          |             |             |      |              |              |       |  |
|  | Rusia            | 3                | Rusia    | 3         |                  |                  |  |          |             |             | Irán | 3            |              |       |  |
|  | Rusia            | 3                |          |           |                  |                  |  |          |             |             | Irán | 3            |              |       |  |
|  | Cuba             | 1                |          |           |                  |                  |  |          |             |             |      |              | Rusia        | 2     |  |
|  | Cuba             | 1                |          |           |                  |                  |  |          |             |             |      |              | Rusia        | 2     |  |
|  |                  |                  |          |           |                  |                  |  |          |             |             |      |              |              |       |  |

##### Octavos de final
| Fecha        | Hora  | Equipo 1  | Res. | Equipo 2        | Set 1 | Set 2 | Set 3 | Set 4 | Set 5 | Total   | Reporte |
| ------------ | ----- | --------- | ---- | --------------- | ----- | ----- | ----- | ----- | ----- | ------- | ------- |
| 30 de agosto | 9:30  | Bulgaria  | 3–0  | Egipto          | 25-14 | 25-22 | 25-12 | -     | -     | 75–48   | P2      |
| 30 de agosto | 10:00 | Italia    | 3–0  | Nigeria         | 25-14 | 25-17 | 25-17 | -     | -     | 75–48   | P2      |
| 30 de agosto | 12:00 | Rusia     | 3–0  | Cuba            | 25-19 | 25-18 | 25-17 | -     | -     | 75-54   | P2      |
| 30 de agosto | 13:00 | Brasil    | 3–0  | India           | 25-19 | 25-17 | 25-23 | -     | -     | 75-59   | P2      |
| 30 de agosto | 14:30 | Argentina | 3–0  | Tailandia       | 25-15 | 25-17 | 25-15 | -     | -     | 75-47   | P2      |
| 30 de agosto | 16:00 | Polonia   | 3–0  | Colombia        | 25-19 | 25-22 | 25-12 | -     | -     | 75-53   | P2      |
| 30 de agosto | 17:00 | Alemania  | 3–2  | Bélgica         | 17-25 | 28-26 | 17-25 | 29-27 | 15-9  | 106-112 | P2      |
| 30 de agosto | 19:00 | Irán      | 3–0  | República Checa | 26-24 | 25-20 | 25-13 | -     | -     | 76-57   | P2      |

##### Clasificación 9.º al 16.º puesto
Los equipos que resultaron perdedores en los octavos de final pasan a disputar la clasificación del 9.° al 16.° puesto.
|  | Partido 13.º y 14.º puesto | Partido 13.º y 14.º puesto |                 |   | Semifinales 13.º al 16.º puesto | Semifinales 13.º al 16.º puesto |                 |   | Cuartos de final 9.º al 16.º puesto | Cuartos de final 9.º al 16.º puesto |        |   | Semifinales 9.º al 12.º puesto | Semifinales 9.º al 12.º puesto |  |  | Partido 9.º y 10.º puesto | Partido 9.º y 10.º puesto |
|  |                            |                            |                 |   |                                 |                                 |                 |   |                                     |                                     |        |   |                                |                                |  |  |                           |                           |
|  |                            |                            |                 |   |                                 |                                 |                 |   |                                     |                                     |        |   |                                |                                |  |  |                           |                           |
|  |                            |                            |                 |   |                                 |                                 |                 |   |                                     |                                     |        |   |                                |                                |  |  |                           |                           |
|  |                            |                            |                 |   |                                 |                                 |                 |   | Tailandia                           | 1                                   |        |   |                                |                                |  |  |                           |                           |
|  |                            |                            |                 |   |                                 |                                 |                 |   | Tailandia                           | 1                                   |        |   |                                |                                |  |  |                           |                           |
|  |                            |                            | República Checa | 3 |                                 |                                 |                 |   |                                     |                                     |        |   |                                |                                |  |  |                           |                           |
|  |                            | Tailandia                  | República Checa | 3 | 3                               |                                 |                 |   |                                     | República Checa                     | 3      |   |                                |                                |  |  |                           |                           |
|  |                            |                            |                 |   | 3                               |                                 |                 |   |                                     | República Checa                     | 3      |   |                                |                                |  |  |                           |                           |
|  |                            |                            | Colombia        | 2 |                                 |                                 | Bélgica         | 1 |                                     |                                     |        |   |                                |                                |  |  |                           |                           |
|  | Bélgica                    | 3                          | Colombia        | 2 |                                 |                                 | Bélgica         | 1 |                                     |                                     |        |   |                                |                                |  |  |                           |                           |
|  | Bélgica                    | 3                          |                 |   |                                 |                                 |                 |   |                                     |                                     |        |   |                                |                                |  |  |                           |                           |
|  |                            |                            | Colombia        | 0 |                                 |                                 |                 |   |                                     |                                     |        |   |                                |                                |  |  |                           |                           |
|  | Tailandia                  | 3                          | Colombia        | 0 |                                 |                                 | República Checa | 3 |                                     |                                     |        |   |                                |                                |  |  |                           |                           |
|  | Tailandia                  | 3                          |                 |   |                                 |                                 | República Checa | 3 |                                     |                                     |        |   |                                |                                |  |  |                           |                           |
|  | Nigeria                    | 2                          |                 |   | India                           | 1                               |                 |   |                                     |                                     |        |   |                                |                                |  |  |                           |                           |
|  | Nigeria                    | 2                          | Nigeria         | 1 | India                           | 1                               |                 |   |                                     |                                     |        |   |                                |                                |  |  |                           |                           |
|  |                            |                            | Nigeria         | 1 |                                 |                                 |                 |   |                                     |                                     |        |   |                                |                                |  |  |                           |                           |
|  |                            |                            | Egipto          | 3 |                                 |                                 |                 |   |                                     |                                     |        |   |                                |                                |  |  |                           |                           |
|  | Partido 15.º y 16.º puesto | Partido 15.º y 16.º puesto | Egipto          | 3 | Nigeria                         | 3                               |                 |   |                                     |                                     | Egipto | 2 | Partido 11.º y 12.º puesto     | Partido 11.º y 12.º puesto     |  |  |                           |                           |
|  | Partido 15.º y 16.º puesto | Partido 15.º y 16.º puesto |                 |   | Nigeria                         | 3                               |                 |   |                                     |                                     | Egipto | 2 | Partido 11.º y 12.º puesto     | Partido 11.º y 12.º puesto     |  |  |                           |                           |
|  |                            |                            |                 |   | Cuba                            | 2                               |                 |   | India                               | 3                                   |        |   |                                |                                |  |  |                           |                           |
|  | Colombia                   | Cancelado                  | India           | 3 | Cuba                            | 2                               | Bélgica         | 3 | India                               | 3                                   |        |   |                                |                                |  |  |                           |                           |
|  | Colombia                   | Cancelado                  | India           | 3 |                                 |                                 | Bélgica         | 3 |                                     |                                     |        |   |                                |                                |  |  |                           |                           |
|  | Cuba                       |                            |                 |   | Cuba                            | 0                               |                 |   | Egipto                              | 1                                   |        |   |                                |                                |  |  |                           |                           |

###### Cuartos de final 9.º al 16.º puesto
| Fecha        | Hora  | Equipo 1  | Res. | Equipo 2        | Set 1 | Set 2 | Set 3 | Set 4 | Set 5 | Total | Reporte |
| ------------ | ----- | --------- | ---- | --------------- | ----- | ----- | ----- | ----- | ----- | ----- | ------- |
| 31 de agosto | 10:00 | Nigeria   | 1–3  | Egipto          | 25-22 | 19-25 | 21-25 | 23-25 | -     | 88-97 | P2      |
| 31 de agosto | 13:00 | India     | 3–0  | Cuba            | 25-20 | 25-17 | 25-17 | -     | -     | 75-54 | P2      |
| 31 de agosto | 16:00 | Tailandia | 1–3  | República Checa | 22-25 | 17-25 | 25-23 | 20-25 | -     | 84-98 | P2      |
| 31 de agosto | 19:00 | Bélgica   | 3–0  | Colombia        | 32-30 | 25-22 | 25-17 | -     | -     | 82-69 | P2      |

###### Semifinales 13.º al 16.º puesto
| Fecha           | Hora  | Equipo 1  | Res. | Equipo 2 | Set 1 | Set 2 | Set 3 | Set 4 | Set 5 | Total   | Reporte |
| --------------- | ----- | --------- | ---- | -------- | ----- | ----- | ----- | ----- | ----- | ------- | ------- |
| 1 de septiembre | 10:00 | Tailandia | 3–2  | Colombia | 23-25 | 25-21 | 25-20 | 19-25 | 15-11 | 107–102 | P2      |
| 1 de septiembre | 13:00 | Nigeria   | 3–2  | Cuba     | 25-10 | 25-20 | 22-25 | 20-25 | 15-13 | 107–93  | P2      |

###### Semifinales 9.º al 12.º puesto
| Fecha           | Hora  | Equipo 1        | Res. | Equipo 2 | Set 1 | Set 2 | Set 3 | Set 4 | Set 5 | Total   | Reporte |
| --------------- | ----- | --------------- | ---- | -------- | ----- | ----- | ----- | ----- | ----- | ------- | ------- |
| 1 de septiembre | 16:00 | República Checa | 3–1  | Bélgica  | 25-18 | 25-18 | 21-25 | 25-20 | -     | 96–81   | P2      |
| 1 de septiembre | 19:00 | Egipto          | 2–3  | India    | 25-16 | 27-25 | 26-28 | 16-25 | 12-15 | 106–109 | P2      |

###### Partido por el 15.º y 16.º puesto
| Fecha           | Hora  | Equipo 1 | Res.      | Equipo 2 | Set 1 | Set 2 | Set 3 | Set 4 | Set 5 | Total | Reporte |
| --------------- | ----- | -------- | --------- | -------- | ----- | ----- | ----- | ----- | ----- | ----- | ------- |
| 2 de septiembre | 10:00 | Colombia | Cancelado | Cuba     | 0-0   | 0-0   | 0-0   | 0-0   | 0-0   | 0–0   | P2      |

###### Partido por el 13.º y 14.º puesto
| Fecha           | Hora  | Equipo 1  | Res. | Equipo 2 | Set 1 | Set 2 | Set 3 | Set 4 | Set 5 | Total   | Reporte |
| --------------- | ----- | --------- | ---- | -------- | ----- | ----- | ----- | ----- | ----- | ------- | ------- |
| 2 de septiembre | 12:30 | Tailandia | 3–2  | Nigeria  | 25-15 | 25-20 | 17-25 | 26-28 | 15-13 | 108–101 | P2      |

###### Partido por el 11.º y 12.º puesto
| Fecha           | Hora  | Equipo 1 | Res. | Equipo 2 | Set 1 | Set 2 | Set 3 | Set 4 | Set 5 | Total | Reporte |
| --------------- | ----- | -------- | ---- | -------- | ----- | ----- | ----- | ----- | ----- | ----- | ------- |
| 2 de septiembre | 13:00 | Bélgica  | 3–1  | Egipto   | 23-25 | 25-14 | 25-19 | 25-23 | -     | 98–81 | P2      |

###### Partido por el 9.º y 10.º puesto
| Fecha           | Hora  | Equipo 1        | Res. | Equipo 2 | Set 1 | Set 2 | Set 3 | Set 4 | Set 5 | Total | Reporte |
| --------------- | ----- | --------------- | ---- | -------- | ----- | ----- | ----- | ----- | ----- | ----- | ------- |
| 2 de septiembre | 17:30 | República Checa | 3–1  | India    | 25-21 | 25-16 | 22-25 | 25-16 | -     | 97–78 | P2      |

##### Cuartos de final
| Fecha        | Hora  | Equipo 1  | Res. | Equipo 2 | Set 1 | Set 2 | Set 3 | Set 4 | Set 5 | Total   | Reporte |
| ------------ | ----- | --------- | ---- | -------- | ----- | ----- | ----- | ----- | ----- | ------- | ------- |
| 31 de agosto | 10:00 | Italia    | 2–3  | Bulgaria | 27-25 | 25-27 | 25-21 | 29-31 | 16-18 | 122-122 | P2      |
| 31 de agosto | 13:00 | Brasil    | 0–3  | Rusia    | 19-25 | 25-27 | 15-25 | -     | -     | 59-77   | P2      |
| 31 de agosto | 16:00 | Alemania  | 0–3  | Polonia  | 19-25 | 23-25 | 26-28 | -     | -     | 68-78   | P2      |
| 31 de agosto | 19:00 | Argentina | 1–3  | Irán     | 21-25 | 26-24 | 19-25 | 11-25 | -     | 77-99   | P2      |

##### Clasificación 5.º al 8.º puesto
Los equipos que resultaron perdedores en los cuartos de final pasan a disputar la clasificación del 5.° al 8.° puesto.
|  | Semifinales 5.º al 8.º puesto | Semifinales 5.º al 8.º puesto |   |          | Partido 5.º y 6.º puesto | Partido 5.º y 6.º puesto |  |
|  |                               |                               |   |          |                          |                          |  |
|  |                               |                               |   |          |                          |                          |  |
|  | Argentina                     | 3                             |   |          |                          |                          |  |
|  | Alemania                      | 0                             |   |          |                          |                          |  |
|  |                               |                               |   |          |                          |                          |  |
|  |                               |                               |   |          |                          |                          |  |
|  |                               |                               |   |          | Argentina                | 3                        |  |
|  |                               | Italia                        | 1 |          |                          |                          |  |
|  |                               |                               |   |          |                          |                          |  |
|  |                               |                               |   |          |                          |                          |  |
|  |                               |                               |   |          | Partido 7.º y 8.º puesto |                          |  |
|  |                               |                               |   |          |                          |                          |  |
|  | Italia                        | 3                             |   | Alemania | 1                        |                          |  |
|  | Brasil                        | 0                             |   |          | Brasil                   | 3                        |  |

###### Semifinales 5.º al 8.º puesto
| Fecha           | Hora  | Equipo 1  | Res. | Equipo 2 | Set 1 | Set 2 | Set 3 | Set 4 | Set 5 | Total | Reporte |
| --------------- | ----- | --------- | ---- | -------- | ----- | ----- | ----- | ----- | ----- | ----- | ------- |
| 1 de septiembre | 10:00 | Argentina | 3–0  | Alemania | 25-23 | 25-18 | 25-23 | -     | -     | 75–64 | P2      |
| 1 de septiembre | 13:00 | Italia    | 3–0  | Brasil   | 25-18 | 25-17 | 25-18 | -     | -     | 75–53 | P2      |

###### Partido por el 7.º y 8.º puesto
| Fecha           | Hora  | Equipo 1 | Res. | Equipo 2 | Set 1 | Set 2 | Set 3 | Set 4 | Set 5 | Total  | Reporte |
| --------------- | ----- | -------- | ---- | -------- | ----- | ----- | ----- | ----- | ----- | ------ | ------- |
| 2 de septiembre | 10:00 | Alemania | 1–3  | Brasil   | 17-25 | 25-23 | 24-26 | 24-26 | -     | 90–100 | P2      |

###### Partido por el 5.º y 6.º puesto
| Fecha           | Hora  | Equipo 1  | Res. | Equipo 2 | Set 1 | Set 2 | Set 3 | Set 4 | Set 5 | Total | Reporte |
| --------------- | ----- | --------- | ---- | -------- | ----- | ----- | ----- | ----- | ----- | ----- | ------- |
| 2 de septiembre | 13:00 | Argentina | 3–1  | Italia   | 18-25 | 25-20 | 25-19 | 25-21 | -     | 93–85 | P2      |

##### Clasificación 1.º al 4.º puesto
Los equipos que resultaron ganadores en los cuartos de final pasan a disputar la clasificación del 1° al 4 puesto.
|  | Semifinales 1.º al 4.º puesto | Semifinales 1.º al 4.º puesto |   |      | Partido 1.º y 2.º puesto | Partido 1.º y 2.º puesto |  |
|  |                               |                               |   |      |                          |                          |  |
|  |                               |                               |   |      |                          |                          |  |
|  | Irán                          | 1                             |   |      |                          |                          |  |
|  | Polonia                       | 3                             |   |      |                          |                          |  |
|  |                               |                               |   |      |                          |                          |  |
|  |                               |                               |   |      |                          |                          |  |
|  |                               |                               |   |      | Polonia                  | 3                        |  |
|  |                               | Bulgaria                      | 0 |      |                          |                          |  |
|  |                               |                               |   |      |                          |                          |  |
|  |                               |                               |   |      |                          |                          |  |
|  |                               |                               |   |      | Partido 3.º y 4.º puesto |                          |  |
|  |                               |                               |   |      |                          |                          |  |
|  | Bulgaria                      | 3                             |   | Irán | 3                        |                          |  |
|  | Rusia                         | 2                             |   |      | Rusia                    | 2                        |  |

###### Semifinales
| Fecha           | Hora  | Equipo 1 | Res. | Equipo 2 | Set 1 | Set 2 | Set 3 | Set 4 | Set 5 | Total  | Reporte |
| --------------- | ----- | -------- | ---- | -------- | ----- | ----- | ----- | ----- | ----- | ------ | ------- |
| 1 de septiembre | 16:00 | Bulgaria | 3–2  | Rusia    | 14-25 | 25-21 | 25-20 | 20-25 | 15-13 | 99–104 | P2      |
| 1 de septiembre | 19:00 | Irán     | 1–3  | Polonia  | 24-26 | 23-25 | 25-23 | 20-25 | -     | 92–99  | P2      |

###### Partido por el3.ery 4.º puesto
| Fecha           | Hora  | Equipo 1 | Res. | Equipo 2 | Set 1 | Set 2 | Set 3 | Set 4 | Set 5 | Total  | Reporte |
| --------------- | ----- | -------- | ---- | -------- | ----- | ----- | ----- | ----- | ----- | ------ | ------- |
| 2 de septiembre | 16:00 | Irán     | 3–2  | Rusia    | 25-14 | 22-25 | 27-25 | 21-25 | 15-6  | 110–95 | P2      |

###### Final
| Fecha           | Hora  | Equipo 1 | Res. | Equipo 2 | Set 1 | Set 2 | Set 3 | Set 4 | Set 5 | Total | Reporte |
| --------------- | ----- | -------- | ---- | -------- | ----- | ----- | ----- | ----- | ----- | ----- | ------- |
| 2 de septiembre | 19:00 | Polonia  | 3–0  | Bulgaria | 25-20 | 25-19 | 25-19 | -     | -     | 75–58 | P2      |